# 萤光素

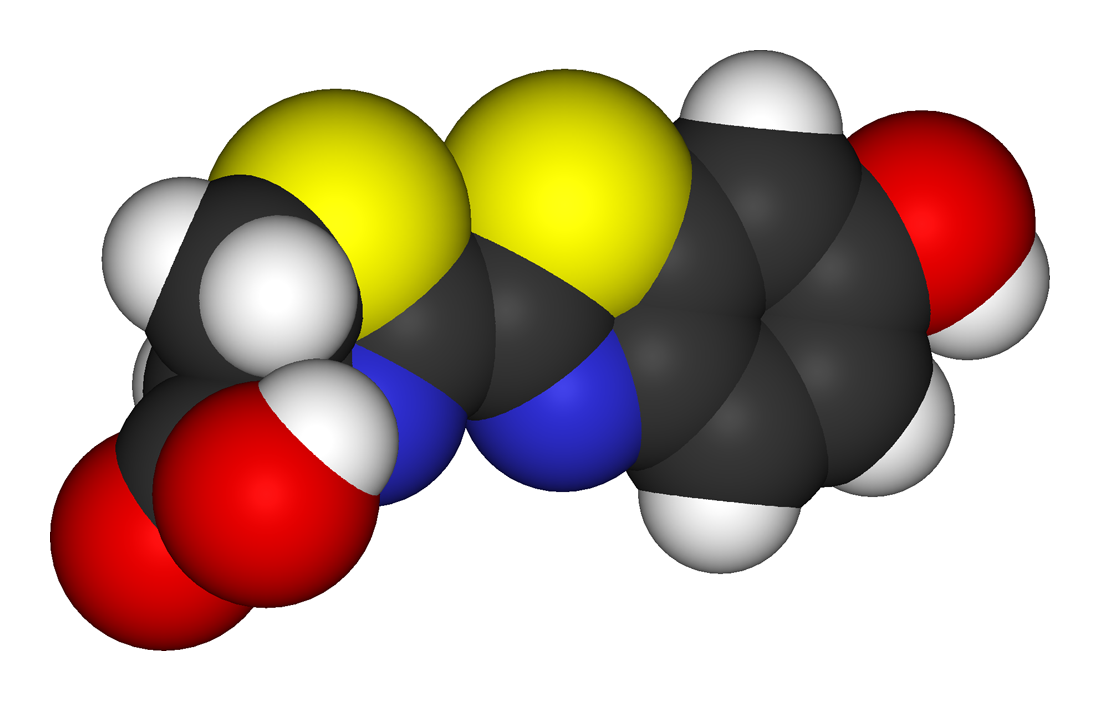
螢火蟲萤光素空間填充模型。色彩表示碼：黃色=硫；藍色=氮；黑色=碳；紅色=氧；白色=氢。

螢光素（拉丁語：Vargulin）是一個通用名稱，泛指所有在生物中發現，能產生生物光的化合物。螢光素一般透過由一種酶作催化的氧化過程，令化合物進入激發態的中間體，然後當衰變回到其基态時以可見光的形式放出能量。有關合物可能同時也是螢光素酶與發光蛋白的基質。

## 歷史
早在17世紀，爱尔兰自然哲学家罗伯特·波义耳就已發現任何生物發光系統都需要空氣。
在18世紀初，勒内·列奥米尔發現：把乾燥了和研磨的會發光微生物粉末加水，會令這些混合物再度發光。第一個有關「螢光素-螢光素酶系統」的實驗報告可以追遡到法國的拉斐爾·杜勃瓦。他於1885年發現在螢火蟲在光成像反應中使用時的一種物質。他從各種生物體中提取出可以產生生物光的物質。當中不會被熱破壞的，他叫做螢光素；另外一種不耐熱的，他叫做螢光素酶。
接下來的是20世紀初由牛頓·哈維進行的實驗。
他發現「螢光素-螢光素酶系統」的特異性。所以一個物種的螢光素不能由另一個物種的螢光素酶來實現。

## 種類

This structure of firefly luciferin is reversed (left to right) from the space-filling model shown above

螢光素是一類小分子的底物（基質），在有螢光素酶的環境被氧化成為氧化螢光素和以可見光的形式放出能量。現在還不知道有多少種螢光素存在，但下方會列出一些有較好研究的化合物。螢光素有許多類型，然而所有類型都利用活性氧而發光。

### 螢火蟲
螢火蟲螢光素是一種在多個螢科物種的身體內發現的螢光素，是萤光素酶(EC编号1.13.12.7)的底物。荧光素酶使荧光素發出特征性黄色亮光。
和其它的荧光素一样，萤火虫荧光素需要氧气来发光，ATP和镁也被发现是荧光素發光必需的。｀

### 淡水螺
一種紐西蘭北島特有種的淡水螺Latia屬物種在受到外界干擾時，會分泌出一種會產生螢光的黏液。

### 細菌

Bacterial luciferin

會發光的細菌一般存在於特定品種的魚類或耳烏賊目物種的身體裡。這些細菌的螢光素的分子比較大，包括一個已还原的核黄素磷酸鹽。

### 腔腸素
腔腸素（Coelenterazine）存在於放射蟲、櫛水母、刺胞動物、魷魚、蛇尾（棘皮動物）、橈足類、毛颚动物、魚類和蝦之中。腔腸素含有水母發光蛋白，是令動物產生藍光的輔基（prosthetic group）。

### 甲藻

甲藻熒光素以（R = H）表示；磷蝦的以（R = OH）表示。 後者也被稱為「成分F」。

甲藻熒光素是一種葉綠素衍生物（即一種四吡咯），並在一些腰鞭毛蟲內發現。
這些甲藻類生物就是這些生物光的來源。文學上往往說在海上看到的「點點磷光」，就是來自這些甲藻。此外，在某些磷蝦亦有發現類似的化合物，但化學結構略有不同（見右圖）。

### 介形蟲

介形蟲熒光素

介形蟲螢光素可在特定的介形蟲和一種叫光蟾魚屬的深海魚類中發現。就像腔腸素那樣的化合物，它是一種咪唑并吡嗪酮並主要令動物發出藍光。

## 外部連結
- . The Bioluminescence Web Page. University of California, Santa Barbara. 2009-01-09  [2009-03-06]. （原始内容存档于2013-06-22）.